# Campeonato Montenegrino de Voleibol Feminino
O  Campeonato Montenegrino  de Voleibol Feminino  é a principal competição de clubes de voleibol feminino do Montenegro.O torneio, chamado atualmente de  Prva liga , a segunda divisão chama-se Druga liga , são organizadas pela OSCG.